# Krummer See (Zwenzow)
Der Krumme See befindet sich nordwestlich des Useriner Ortsteils Zwenzow im Landkreis Mecklenburgische Seenplatte in Mecklenburg-Vorpommern. Er liegt westlich des Useriner Sees in der Mecklenburger Seenplatte innerhalb des Nationalparks Müritz und ist etwa  1,86 Kilometer lang sowie teilweise 300 Meter breit. Die schmalste Stelle misst weniger als 50 Meter und teilt den See in zwei markante Becken. Der Name des Sees leitet sich vermutlich von seiner L-förmigen „krummen“ Form ab. Er hat eine Fläche von 52 Hektar. Das komplette Ufer des Gewässers, vor allem im Westen, ist recht steil und durchgängig bewaldet. Der See besitzt keine nennenswerten oberirdischen Zu- und Abflüsse.